# Justin Almquist
Justin Almquist (* 1976 in Minneapolis, Minnesota) ist ein US-amerikanischer Künstler. Er lebt und arbeitet in München.
Von 1994 bis 1998 studierte er am Pratt Institute in Brooklyn, New York. 2010 schloss er sein Studium an der Akademie der Bildenden Künste München (bei Markus Oehlen) mit einem Diplom ab. 2011 war Almquist Artist in Residence an der von Donald Judd gegründeten Chinati Foundation.

## Ausstellungen
- 2011: You don't have to scratch me to get meat!, The Chinati Foundation, Marfa, Texas
- 2008: Favoriten 08 Städtische Galerie im Lenbachhaus, München
- 2007: Jahresgaben, Kunstverein München
- 2006: Modern Love, MPPZ, München
- 2002: Loving El Paso, Terlingua House Projects, Alpine, Texas, USA
- 2001: Double XL, The Phun Phactory, Long Island City, New York, USA

## Auszeichnungen
- 2016: Hans Platschek Preis für Kunst und Schrift der Hans Platschek Stiftung